# Rumigny (tổng)
Tổng Rumigny là một tổng ở tỉnh Ardennes trong vùng Grand Est.
Tổng này được tổ chức xung quanh Rumigny ở quận Charleville-Mézières. Độ cao trung bình là 352 m.

## Hành chính
| Giai đoạn | Ủy viên          | Đảng          | Tư cách         |
| --------- | ---------------- | ------------- | --------------- |
|           | Patrick Demorgny | Divers droite | Thị trưởng Prez |

## Các đơn vị hành chính
Tổng Rumigny gồm 23 xã với dân số 3 894 người (điều tra năm 1999, dân số không tính trùng)
| Xã                  | Dân số | Mã bưu chính | Mã insee |
| ------------------- | ------ | ------------ | -------- |
| Antheny             | 108    | 08260        | 08015    |
| Aouste              | 208    | 08290        | 08016    |
| Aubigny-les-Pothées | 319    | 08150        | 08026    |
| Blanchefosse-et-Bay | 152    | 08290        | 08069    |
| Bossus-lès-Rumigny  | 94     | 08290        | 08073    |
| Cernion             | 46     | 08260        | 08094    |
| Champlin            | 80     | 08260        | 08100    |
| L'Échelle           | 146    | 08150        | 08149    |
| Estrebay            | 69     | 08260        | 08154    |
| La Férée            | 71     | 08290        | 08167    |
| Flaignes-Havys      | 132    | 08260        | 08169    |
| Le Fréty            | 71     | 08290        | 08182    |
| Girondelle          | 139    | 08260        | 08189    |
| Hannappes           | 155    | 08290        | 08208    |
| Lépron-les-Vallées  | 59     | 08150        | 08251    |
| Liart               | 521    | 08290        | 08254    |
| Logny-Bogny         | 143    | 08150        | 08257    |
| Marby               | 66     | 08260        | 08273    |
| Marlemont           | 110    | 08290        | 08277    |
| Prez                | 112    | 08290        | 08344    |
| Rouvroy-sur-Audry   | 539    | 08150        | 08370    |
| Rumigny             | 368    | 08290        | 08373    |
| Vaux-Villaine       | 186    | 08150        | 08468    |

## Thông tin nhân khẩu
| 1962                                                     | 1968  | 1975  | 1982  | 1990  | 1999  |
| -------------------------------------------------------- | ----- | ----- | ----- | ----- | ----- |
| 4 621                                                    | 5 109 | 4 609 | 4 543 | 4 073 | 3 894 |
| Nombre retenu à partir de 1962 : dân số không tính trùng |       |       |       |       |       |